# Liste der Monuments historiques in Charny-le-Bachot
Die Liste der Monuments historiques in Charny-le-Bachot führt die Monuments historiques in der französischen Gemeinde Charny-le-Bachot auf.

## Liste der Objekte
| Bezeichnung                 | Beschreibung                                                                            | Standort                        | Kennzeichnung | Schutzstatus | Datum | Bild |
| --------------------------- | --------------------------------------------------------------------------------------- | ------------------------------- | ------------- | ------------ | ----- | ---- |
| Skulptur Heiliger Stephan   | Kalkstein, farbig gefasst, 16. Jahrhundert                                              | in der Kirche St-Étienne (Lage) | PM10000531    | Classé       | 1911  |      |
| Kirchenfenster              | aus dem 16. Jahrhundert; 1940 weitgehend zerstört                                       | in der Kirche St-Étienne (Lage) | PM10000533    | Classé       | 1913  |      |
| Hauptaltar                  | Altartisch, Tabernakel und Retabel; Holz, farbig gefasst und vergoldet, 17. Jahrhundert | in der Kirche St-Étienne (Lage) | PM10004705    | Inscrit      | 1977  |      |
| Skulptur Heiliger Sebastian | Kalkstein, farbig gefasst, 16. Jahrhundert; aus dem Umfeld des Meisters von Chaource    | in der Kirche St-Étienne (Lage) | PM10000534    | Classé       | 1988  |      |
| Kirchenstuhl                | Holz, 18. Jahrhundert                                                                   | in der Kirche St-Étienne (Lage) | PM10004706    | Inscrit      | 1977  |      |
| Skulptur Heiliger Eligus    | Holz, farbig gefasst, 16. Jahrhundert                                                   | in der Kirche St-Étienne (Lage) | PM10004707    | Inscrit      | 1977  |      |
| Skulptur Madonna mit Kind   | Kalkstein, farbig gefast, zweite Hälfte des 14. Jahrhunderts                            | in der Kirche St-Étienne (Lage) | PM10000530    | Classé       | 1911  |      |
| Kredenz                     | Holz, 17. Jahrhundert                                                                   | in der Kirche St-Étienne (Lage) | PM10000532    | Classé       | 1911  |      |